# Кнобель, Ян Феликс
Ян Феликс Кнобель (нем. Jan Felix Knobel; род. 16 января 1989, Бад-Хомбург, Гессен) — немецкий легкоатлет, специалист по многоборьям. Выступал за сборную Германии по лёгкой атлетике в 2008—2013 годах, чемпион мира среди юниоров, победитель и призёр первенств национального значения, участник летних Олимпийских игр в Лондоне.

## Биография
Ян Феликс Кнобель родился 16 января 1989 года в городе Бад-Хомбург-фор-дер-Хёэ.
Занимался лёгкой атлетикой во Франкфурте-на-Майне, с 2005 года проходил подготовку в местном легкоатлетическом клубе «Айнтрахт» под руководством тренера Юргена Заммерта.
Первого серьёзного успеха на международном уровне добился в сезоне 2008 года, когда вошёл в состав немецкой национальной сборной и побывал на юниорском мировом первенстве в Быдгоще, откуда привёз награду золотого достоинства, выигранную в десятиборье.
В 2011 году с личным рекордом в 8288 очков стал пятым на международных соревнованиях Hypo-Meeting в Австрии, занял 19-е место на молодёжном европейском первенстве в Остраве, был восьмым на чемпионате мира в Тэгу.
Благодаря череде удачных выступлений удостоился права защищать честь страны на летних Олимпийских играх 2012 года в Лондоне, но досрочно завершил выступление в десятиборье и не показал здесь никакого результата.
После лондонской Олимпиады Кнобель ещё в течение некоторого времени оставался в составе легкоатлетической команды Германии и продолжал принимать участие в крупнейших международных стартах. Так, в 2013 году он отметился выступлением на летней Универсиаде в Казани.
В ноябре 2018 года объявил о завершении спортивной карьеры в связи с травмами. Впоследствии работал в сфере архитектуры и недвижимости.